# Brachypauropoides
Brachypauropoides – rodzaj skąponogów z rzędu Tetramerocerata i rodziny Brachypauropodidae.

## Opis
Należące tu skąponogi mają narządy temporalne z trzema rurkowatymi wyrostkami. Tergity od II do IV są podzielone podłużnie i poprzecznie na 4 skleryty. Szczecinki (setae) na tergitach mają liściokształtne, jajowate. Dorosłe posiadają 9 par odnóży o 5 segmentach.

## Występowanie
Przedstawiciele rodzaju występują na Madagaskarze i Nowej Zelandii.

## Gatunki
Dotychczas opisano 6 gatunków z tego rodzaju:
- Brachypauropoides massoti Bello, 1960[2]
- Brachypauropoides norberti Bello, 1960[2]
- Brachypauropoides penanorum Scheller, 2001
- Brachypauropoides pistillifer Remy, 1952[3]
- Brachypauropoides praestans Remy, 1956
- Brachypauropoides prolatus Scheller, 2001[4]